# Luiz Júnior (calciatore 1989)
Luiz Martin Carlos Júnior, noto semplicemente come Luiz Júnior (Jaguaruana, 13 gennaio 1989), è un calciatore brasiliano naturalizzato qatariota, difensore dell'Al-Arabi.

## Carriera
Ha giocato 5 partite nella AFC Champions League 2012 con la maglia del Lekhwiya.